# Transmissor de Ondas
Transmissor de Ondas é um equipamento precursor do rádio, desenvolvido por Roberto Landell de Moura na década de 1890, capaz de transmitir áudio via ondas eletromagnéticas, com sua primeira demonstração pública documentada tendo ocorrido no dia 16 de julho de 1899.

## História

### Precedentes
Landell, após teorizar seus aparelhos em Porto Alegre, iniciou sua pesquisa preliminar ao chegar em São Paulo no ano de 1893, com o objetivo de conseguir a transmissão sem fio por entre 8 e 12 quilômetros, atingindo bons resultados, segundo relato do New York Herald de 1902, nos primeiros meses de trabalho.
O Almanak Litterario e Estatistico de 1903, reproduzindo uma matéria do Correio do Povo, descreveu os seguintes inventos do Padre Landell que precederam e apoiaram o desenvolvimento do Transmissor de Ondas: o telauxiophono, um telefone com fios e de telefonia ilimitada; o kaleophono, que também depende de fios, mas que para fazer uma ligação, é necessário “fazer ouvir o som articulado ou instrumental"; o anematophone e o teletiton, são telefones sem fios, que segundo o artigo, “revela leis inteiramente novas”; e o ediphono, que seria capaz de limpar o ruído da transmissão. O termo telefonia sem fios era o nome de então para a tecnologia que seria o rádio, por ser uma variante do telefone com fios já existente.
No dia 14 de junho de 1899, o Jornal do Commercio, republicando uma matéria de "O Diário Espanhol", relatou que Landell havia conseguido transmitir a voz humana por uma distância superior a sete mil metros, tendo diversos receptores separados a poucos metros um do outro para verificar a clareza da transmissão, e que essas pesquisas já estavam ocorrendo há vários anos.

### Funcionamento
O Transmissor de Ondas, originalmente chamado de Gouradphone, construído de forma artesanal, se utilizava de um microfone eletromecânico, inventado por Landell, capaz de recolher, segundo Claudia Zaltrão, “as ondas sonoras através de uma câmara de ressonância,” cujo diafragma metálico “abria e fechava o primário de uma bobina de Ruhmkorff, e induzia no secundário dessa bonina uma alta tensão que era irradiada ou através de uma antena ou de duas esferas centelhadoras”. As duas esferas são chamadas de "interruptor fonético", que, ao serem expostas às vibrações da voz humana, ou de outros sons, criam uma série de faíscas elétricas, ou flashes de luz, que ao chegarem no receptor, são tornadas compreensíveis através de um telefone, uma lampada, ou um aparelho de código Morse. Porém, a voz irradiada não continha as características do timbre do locutor, necessitando de treino para compreender o conteúdo das mensagens. Porém, o sinal continha muitos harmônicos, possibilitando detectá-lo em uma larga faixa de frequências.
De acordo com a equipe da Cientec, que replicou o invento, o "interruptor fonético" foi a verdadeira inovação de Landell, pois as demais partes do equipamento já eram conhecidas. Segundo reportagem de A Federação, 1905, a transmissão de ondas luminosas chegaria de 30 a 50 quilômetros e não teria interferência climática, pois o feixe de luz seria modificado tanto pela vibração mecânica quanto pelas vibrações elétricas produzidas pela voz.
O aparelho também se utilizava tanto de ondas de rádio quanto feixes de luz, além de se utilizar de ondas continuas, com Landell defendendo o emprego de ondas curtas para comunicação de longa distância, algo que Marconi somente reconheceu como útil em 1916. D'Arisbo nota que o aparelho de transmissão de ondas luminosas seria diferente do de transmissão de ondas eletromagnéticas, enquanto a patente emitida nos EUA explica que as vibrações do interruptor fonético são transformadas tanto em ondas elétricas quanto luminosas, com Bruscato explicando que o "telefone" e o "telégrafo" sem fio são os que se utilizavam de feixes luminosos. O biógrafo Hamilton Almeida relata que Landell demorou mais de 10 anos para desenvolver seu equipamento, tendo começado a desenvolver suas ideias em por volta de 1886, após voltar de seus estudos em Roma. Essencialmente, Landell buscava realizar uma conexão de ponto-a-ponto com ondas eletromagnéticas, com o Transmissor de Ondas irradiando informações para todas as direções. Traçando uma comparação entre os experimentos de Landell e Marconi, os pesquisadores César Augusto dos Santos e Otto Albuquerque explicam da seguinte forma:
A patente de Landell, em 1901, segundo Albuquerque, tinha a prioridade na transmissão da fala, num sistema fotônico-eletrônico, enquanto a patente de Marconi focava apenas na transmissão de sinais em código Morse. Os dois pesquisadores concordam que Marconi e Landell fizeram experiências semelhantes, mas com focos diferentes, com Santos explicando que “o padre-cientista foi o primeiro radioamador em telegrafia fonia e o primeiro comunicador da radiofusão com a continuação dos contatos no país e exterior”.

### Demonstrações publicas

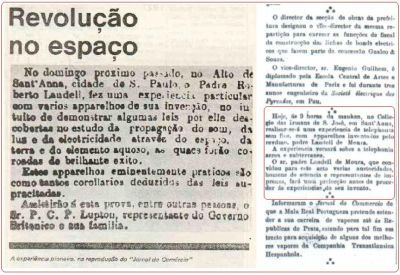
Exemplos da repercussão no Jornal do Commercio.

No dia 16 de julho de 1899, no Colégio de Santana, São Paulo, onde Landell era pároco, o equipamento teve sua primeira demonstração pública, onde os sons da voz humana e o Hino Nacional Brasileiro foram transmitidos de maneira wireless, até a Ponte das Bandeiras, a cerca de quatro quilômetros de distância. O experimento foi testemunhado por diversos membros da comunidade científica e da imprensa, sendo divulgado por diversos jornais brasileiros, como O Commercio e Jornal do Commercio.
Naquele dia, Landell estava ao lado de representantes da Companhia Telefônica, Telégrafo Nacional, membros da imprensa e outras pessoas, no topo de uma colina na rua Voluntários da Pátria, bairro de Santana, onde estava a sala de aula em que Landell realizou sua preleção, explicando que sua tecnologia era diferente da de Marconi. Por fim, falou através do equipamento, cujo receptor estava a cerca de três quilômetros, com os operadores o respondendo com a transmissão do Hino Nacional tocado por um gramofone. O experimento foi divulgado por diversos jornais do Rio de Janeiro e São Paulo. Porém, segundo o biografo Hamilton Almeida, diversos membros da imprensa não compreenderam o significado do evento, e que a imprensa da época não teria publicado os resultados dos experimentos.
Um ano depois, no dia 3 de junho de 1900, Landell realizou o seu segundo experimento público, ligando o Colégio de Santana com a Avenida Paulista,  uma distância de oito quilômetros. O experimento foi testemunhado por, entre outros, o empresário e cônsul britânico Percy Charles Parmenter Lupton. Somente o Jornal do Commercio do Rio de Janeiro divulgou o experimento, da seguinte forma: “‘No domingo próximo passado, no alto de Santana, na cidade de São Paulo, o padre Landell de Moura fez uma experiência particular com vários aparelhos de sua invenção. No intuito de demonstrar algumas leis por ele descobertas no estudo da propagação do som, da luz e da eletricidade através do espaço, as quais foram coroadas de brilhante êxito.” No dia 16 do mesmo mês, o Jornal do Commercio publicou uma carta onde Landell apresentava ao cônsul britânico os seus aparelhos e, caso não encontrasse ninguém que lhe oferecesse alguma vantagem, os ofereceria ao governo britânico ou para alguma instituição universitária. Segundo Almeida, os apelos não foram respondidos. Internacionalmente, os experimentos de 1899 e 1900 só seriam igualados pelo canadense Reginald Aubrey Fessenden, no dia 23 de dezembro de 1900.
Experiências em disputa
Diversos autores, como Fornari, o primeiro biografo de Landell de Moura, alegam que o cientista teria realizado experiências de transmissão de voz entre 1893 e 1894, enquanto César dos Santos nota a inexistência de provas documentais desses experimentos. Hamilton Almeida encontrou relatos posteriores, das décadas de 1920 e 1930, publicados no Jornal da Manhã, União, Correio do Povo e no livro Brazil Actual de Artur Dias, onde testemunhas relatam que outros experimentos teriam ocorrido entre 1890 e 1896, mas nota que somente as experiências de 1899 e 1900 possuem provas concretas, enquanto na visão de Ferraretto, somente a notícia do Jornal do Commercio de 10 de junho de 1900 seria mais convincente, opinião compartilhada por Silva, Loguércio & Minuzzo 2012, p. 89

### Eventos posteriores
O equipamento foi protegido pela patente brasileira n. 3.279, de 9 de março de 1901, onde declarava: “Com este aparelho pode-se projetar pelo espaço a voz a distâncias bem regulares. Funciona com sol, chuva, tempo úmido e forte cerração, como também com vento contrário se usarmos de placas automáticas e, nestes dois últimos casos, a distância a que se pode chegar é verdadeiramente prodigiosa. No mar, quando há cerração, e nas regiões calmas, este aparelho pode prestar muito bons serviços.” Jules Geraud, Leclerc & Cia. assinaram o documento como seus procuradores. Na visão de Almeida, este documento pode ser considerado a “certidão de nascimento do rádio”, considerando que Fessender só registrou algo similar, o Wireless signaling, em 8 de março de 1904.
No dia 14 junho de 1901, Landell embarcou no vapor Piemonte para a Europa, de onde seguiu então para aos Estados Unidos, onde buscou patentear suas invenções, tendo de apresentar provas do funcionamento de suas teorias, considerando que os originais foram destruídos em um ataque de "fanáticos religiosos". Apesar disso, as patentes foram publicadas com a chancela de no model.
Instalou seu gabinete de física em Nova Iorque, fazendo então o seu primeiro pedido de privilégio no United States Patent Office [en] no dia 4 de outubro de 1901. Durante sua permanência nos EUA, teve de alterar sua descrição das patentes diversas vezes, devido às exigências do USPO.
Em 1904, recebeu três patentes, com o transmissor de ondas sendo a patente nº 771917. Segundo os técnicos estadunidenses que analisaram sua pesquisa durante o processo de emissão das patentes, seu sistema de transmissão sem fio era superior ao que já tinha sido desenvolvido, e que no que diz respeito à radiotelefonia em si, ele era “o descobridor e criador dos princípios em que ela assenta”. Com a divulgação da notícia sobre suas patentes, diversos empresários ofereceram a compra dos direitos, mas Landell os recusou, declarando: “os inventos já não mais me pertencem. Por mercê de Deus, sou apenas o depositário deles. Vou levá-los para minha Pátria, o Brasil, a quem compete entregá-los à humanidade”.

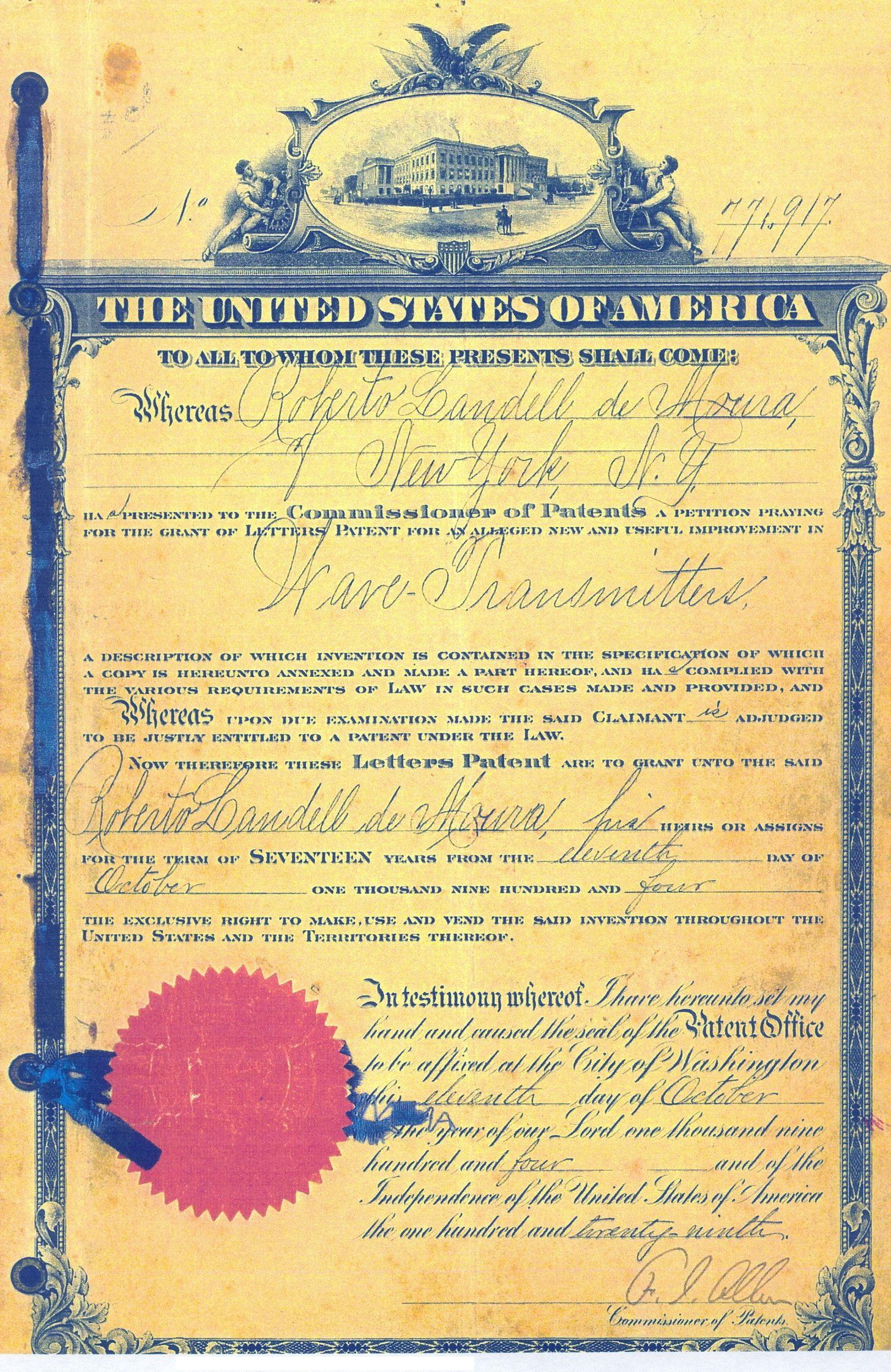
Certidão da patente nos EUA

No fim de 1904 teve de retornar ao Brasil, com uma dívida de 4 mil dólares, esperando voltar à Nova Iorque em pouco tempo, e, segundo Ernani Fornari, patentear outros seis inventos, mas teve de abandonar seus planos. Buscou conseguir apoio do Governo Federal para demonstrar seu equipamento em alto mar. Porém, ao se encontrar com um representante do governo, falou que os navios poderiam estar a qualquer distância um do outro, sugerindo até a possibilidade de comunicação interplanetária, o que não foi bem-visto pelo oficial do governamental. Também buscou apoio da Assembleia Legislativa de São Paulo para financiar a  comercialização de sua invenção, sem sucesso. Segundo Alencar, após a recusa do Governo Federal, Landell teria destruído seus experimentos e desistido da pesquisa científica. Após estes eventos, o governo federal passou a investir na rádio telegrafia para as Forças Armadas.

#### Legado
A partir da década de 1930, diversas iniciativas na mídia buscaram reivindicar o pioneirismo do Padre Landell em oposição a Marconi, com o livro “O Incrível Padre Landell de Moura”, de Ernani Fornari, publicado em 1960, criando um grande interesse público sobre o assunto na época de seu lançamento.
Nos anos 80, um grupo de trabalho da Telebrás, ao analisar as patentes emitidas pelos Estados Unidos, considerou que Landell foi o primeiro a realizar transmissões de ondas contínuas, usando uma válvula equivalente à válvula de três eletrodos patenteada por Lee De Forest em 1907. Na mesma época, Edson Benedicto Ramos Féris, então engenheiro do Centro de Pesquisa e Desenvolvimento da Telebrás, e professor da USP, explicou, após analisar as patentes, que o sistema luminoso utilizado por Landell foi um antecessor da fibra óptica, pois, apesar das diferenças, se baseiam no mesmo princípio. Ao falar sobre a importância dessas patentes, Hamilton Almeida, em livro de 1983, declara que “o transmissor de ondas patenteado pelo Padre Landell nos Estados Unidos é o precursor do rádio”.
Sobre os experimentos de Landell, em 1993, a obra italiana “Tu piccola scatola... La radio: fatti, cose, persone”, de Laura De Luca e Walter Lobina, diz que ele realizou a “primeira transmissão de rádio de que se tem notícia. O município de São Paulo foi testemunha da emissão e recepção de ondas eletromagnéticas e luminosas. Nasceu o rádio, mas ninguém percebeu”. Na visão dos autores, o rádio não encontrou no país um ambiente em que pudesse se desenvolver. Segundo o professor Luiz Artur Ferraretto, da UFRGS, com as experiências de 1899 e 1900, “Padre Landell se aproximou do que, mais de uma década depois, ganhou a denominação de broadcasting”. Entretanto, como reconhece Claudia Zaltrão, o nome de Landell e seu trabalho continua esquecido em seu próprio país e no exterior, enquanto Almeida nota que em vida, a invenção de Landell recebeu reconhecimento dos inventores nos EUA.
Réplicas
Em 1984, a Cientec, do Rio Grande do Sul, após três meses de trabalho do engenheiro Antonio Carlos Solano e os técnicos José Clóvis Totel e Antônio Felipe Pepe, apresentou uma réplica funcional do Transmissor de Ondas. Uma das diversas dificuldades que eles enfrentaram foi compreender a escala do aparelho, e que materiais utilizar na construção. No dia 7 se setembro daquele ano, no encerramento da Semana da Pátria, a réplica foi apresentada ao público, em um evento onde o governador Jair Soares transmitiu as palavras “Porto Alegre”. Em 2004, outra réplica funcional foi feita por Marco Aurélio Cardoso Moura, após dois anos de trabalho.
A réplica de 1984 teve um alcance de até 50 metros em uma faixa larga de frequência, inclusive FM, com Ferraretto notando que na época de Landell o resultado seria melhor, devido a inexistência de interferências externas. Porém, tinha dificuldade de reproduzir a entonação da voz humana, um problema que fez Landell sugerir um código de palavras para melhor comunicação. A réplica de 2004 teve uma melhor recepção com ondas médias, em torno de 540 kHz, além de reconhecer o FM - ao demais, o desempenho foi similar com a réplica de 1984.

## Nota
1. ↑  J. Rodrigo Botet indica que o aparelho também foi chamado de Telephono.[7]
2. ↑  James P. Rybak explica que o foco dessa invenção, apesar de também considerar a transmissão luminosa, seria a transmissão de ondas de rádio, que, na visão do pesquisador, seriam superiores.[18]
3. ↑  Hamilton Almeida especula que o aparelho de recepção estivesse instalado na área onde hoje se encontra o Colégio São Luís, e que os sinais devem ter atravessado a área entre o Campo de Marte e a Consolação.[31]
4. ↑  Maria Ribeiro de Almeida relatou ao jornal União, de 5 de agosto de 1928, que em 1893 Landell tentou, sem sucesso, conseguir financiamento da igreja para as suas experiências; Jayme Leal Velloso, no Jornal da Manhã, de Porto Alegre, do dia 16 de julho de 1933, relata que os experimentos de radiotelegrafia e radiotelefonia teriam ocorrido entre 1890 e 1894.[38]